# Манни, Тармо
Тармо Манни (30 июля 1921[…], Саариярви, Вааса — 24 сентября 1999, Хельсинки) — финский актёр театра и кино. Лауреат медали «Pro Finlandia» 1973 года.

## Биография
Тармо родился 30 июля 1921 года в Саариярви в центральной Финляндии в бедной семье сапожника, в которой было 11 детей. Отец назвал сына в честь ледокола «Тармо». Уже в школе Манни знал, как показать или подать себя. В ранней юности Манни начал заниматься в драмкружке при молодёжном обществе и участвовать в представлениях в местном доме культуры. Он увлёкся декламаторским искусством, и выразительное чтение стало его коньком. У него скоро появились покровители, которые помогли ему поступить в театральную школу. Это были люди, интересующиеся теософией, что оказало особое влияние на мировоззрение молодого Манни, так что он стал пацифистом. Когда вспыхнула Зимняя война, Манни отказался воевать, в итоге его отправили в психиатрическую больницу. Там его признали психически больным и окончательно освободили от военной службы. 
Через три года после окончания театральной школы в 1948 году Манни начал играть в Национальном театре Финляндии. В 1955 году его пригласил сниматься в своей кинокартине «Неизвестный солдат» режиссёр Эдвин Лайне, предложив ему роль амплуа солдата-шута, изобретателя вечного двигателя Хонкайоки. Благодаря этой роли к Манни пришла известность. Ему начали давать роли эксцентричных чудаков. В 1973 году Манни был удостоен государственной премии Pro Finlandia. Всего в 1944-1989 он снялся в 40 фильмах. Самой важной своей театральной ролью Манни считал роль Алексея Ивановича в «Записках сумасшедшего» по Н. В. Гоголю. В 1982 году ему было присвоено звание профессора за его деятельность в сфере актёрского искусства. Тармо Манни скончался в Хельсинки 24 сентября 1999 года в больнице Коскела в присутствии подруги, советницы театра Кюлликки Форселль. В его честь в Саариярви установлен десятитонный гранитный памятник. Тармо Манни похоронен на кладбище Хиетаниеми в Хельсинки. 

## Особенности таланта
Помимо ряда других актёрских способностей, у Манни был развит дар пения. У него был от природы очень широкий диапазон и имитаторские способности, благодаря чему он мог исполнять очень разные роли. На сцене он знал очень умело пользовался всеми возможностями своего́ тела в соответствии с системой Станиславского. Его обычно считали выдающимся мастером перевоплощения.

## Личная жизнь
В личной жизни Манни являлся исключительным мужчиной. Он не вступал ни в какие связи с женщинами, кроме дружеских. Манни очень любил русскую культуру. В круг его друзей входили не только такие знаменитости, как Арми Ратиа и Тимо Сарпанева, но также такие художники русского происхождения, как балерина Мэри Пайшева и пианист Кирилл Шалкевич. Через Ратиа Манни познакомился с дизайнером Биргером Кайпиайненом и стал его лучшим другом. Друзья оставались верны друг другу до смерти. Когда Биргер Кайпиайнен был уже глубоким стариком, Манни заботился о ним.